# Scopula pallidiceps
Scopula pallidiceps là một loài bướm đêm trong họ Geometridae.